# Coloburiscidae
Coloburiscidae es una familia de insectos del orden Ephemeroptera.

## Géneros
La familia Coloburiscidae incluye los siguientes géneros:
- Coloburiscoides Lestage, 1935
- Coloburiscus Eaton, 1888
- Murphyella Lestage, 1930